# Copsa Este

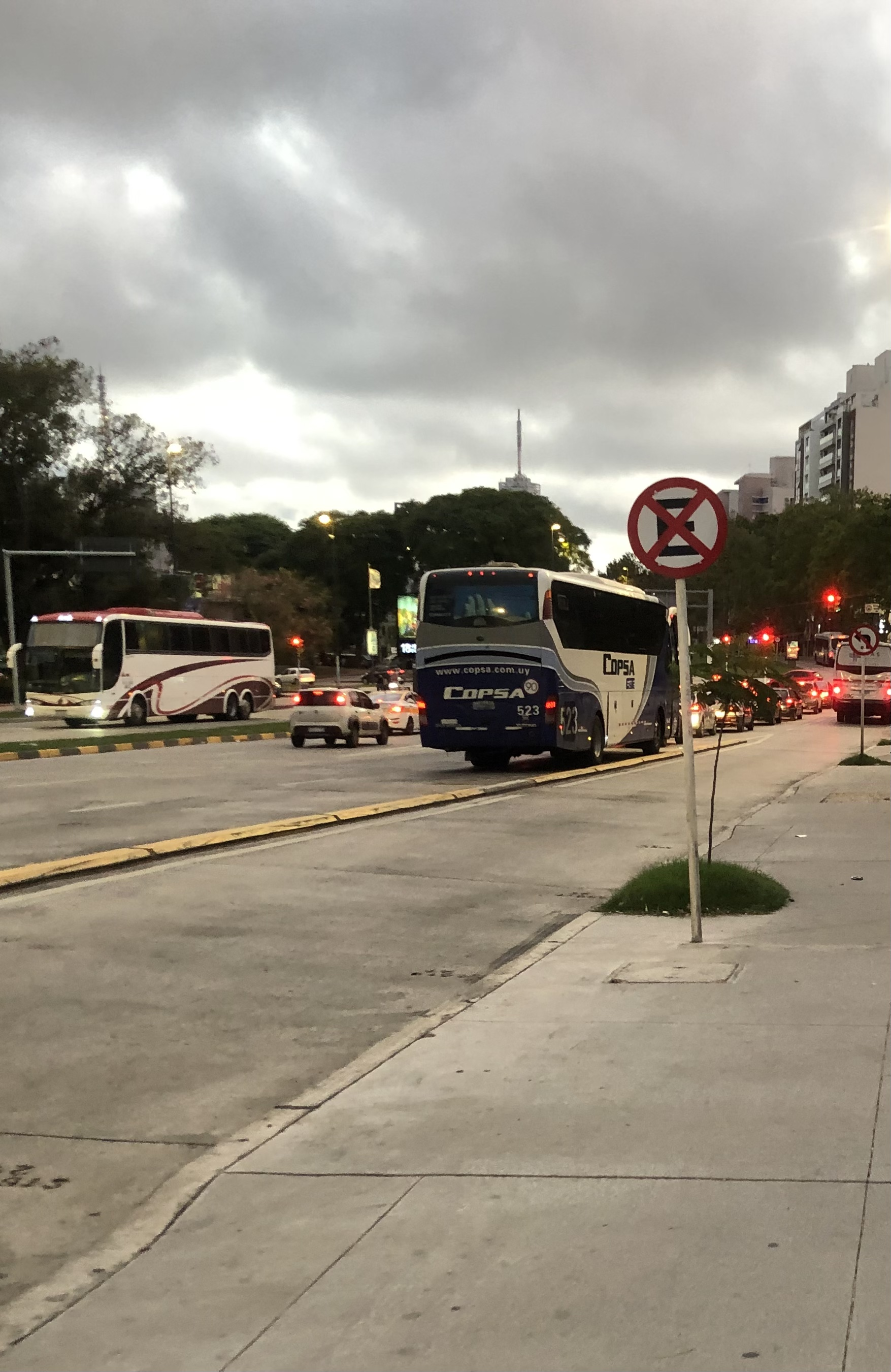
Unidad de Copsa Este sobre Avenida Italia, Montevideo.

Copsa Este es una empresa de transporte de Uruguay, propiedad de la Compañía de Ómnibus de Pando. 
Fue creada con el fin de operar las líneas interdepartamentales que tienen como objetivo unir el departamento de Montevideo con el este de Uruguay, principalmente con el departamento de Maldonado

## Creación
En 1991 como consecuencia del cierre de la Organización Nacional de Autobuses y la inminente licitación de sus líneas por parte del Ministerio de Transporte y Obras Públicas, la Compañía de Ómnibus de Pando adquiere las líneas desde Montevideo a Punta del Este y José Ignacio, pasando por Piriápolis y Maldonado.
Es por esas épocas,  que surge la división Copsa Este, con el fin de operar dichas líneas, y las ya existentes líneas 712, 713 y 9c, que al dejar de operar en el viejo Control de Dante, comenzaron a prestar servicios de manera provisoria en la Terminal Baltasar Brum, para una vez culminada la Terminal de Tres Cruces iniciar sus operaciones en la misma. Debido a que al no operar dentro de los límites comprendidos del área metropolitana de Montevideo, estas líneas no eran comprendidas como líneas suburbanas, si no interdepartamentales.
En sus inicios, los servicios comenzaron a ser operados por unidades Mercedes-Benz O-371RSD con librea azul, para diferenciarse del resto de servicios de la compañía.  Entre 2008 y 2012 las unidades Mercedes-Benz fueron sustituidas por autobuses Yutong, renovadas entre 2022 y 2024 por coches del mismo fabricante. Ese mismo año, a consecuencia de la reestructuración del Sistema de Transporte Metropolitano, la línea 712 dejó de ser operada por Copsa Este, para ser operada por COPSA dentro del mencionado sistema.